# Грибной (Ставропольский край)
Грибно́й — посёлок в Кировском районе (городском округе) Ставропольского края России

## Географическое положение
Расстояние до краевого центра: 167 км. Расстояние до районного центра: 11 км.

## История
Указом Президиума Верховного Совета РСФСР от 21 сентября 1964 года посёлок Вторая ферма племзавода «Комсомолец» переименован в посёлок Грибной
До 1 мая 2017 года входил в состав сельского поселения Комсомольский сельсовет.

## Население
| 1989 | 2002 | 2010 | 2014 | 2021 |
| ---- | ---- | ---- | ---- | ---- |
| 74   | ↗76  | ↘52  | ↘50  | ↘47  |

По данным переписи 2002 года, 84 % населения — русские.